# Antoni Skibiński
Antoni Skibiński (ur. 4 maja 1928 w Płyćwi) – generał brygady WP.

## Życiorys
Syn Pawła (zm. 1943), robotnika kolejowego i Józefy z domu Maciejak. Podczas okupacji na przymusowych robotach w Niemczech, po powrocie pracował w Rozgłośni Polskiego Radia we Wrocławiu. W 1949 wstąpił do WP, w 1951 skończył Oficerską Szkołę Artylerii nr 1 w Toruniu, w latach 1954–1957 studiował w Akademii Sztabu Generalnego w Rembertowie. Od 1959 szef sztabu artylerii w 73 pułku zmechanizowanym w Gubinie. Od 1962 szef artylerii 12 Pułku Zmechanizowanego w Gorzowie w stopniu majora, od 1966 podpułkownik i dowódca 12 Dywizjonu Artylerii Rakietowej 4 Dywizji Zmechanizowanej, od 1967 dowódca 22 Pułku Artylerii w Sulechowie. W latach 1970–1972 studiował w Akademii Sztabu Generalnego Sił Zbrojnych ZSRR im. K. Woroszyłowa w Moskwie, potem dowódca 18 Brygady Artylerii w Bolesławcu. W latach 1975–1986 szef Wojsk Rakietowych i Artylerii Dowództwa Śląskiego Okręgu Wojskowego we Wrocławiu. Od października 1979 na podstawie uchwały Rady Państwa awansowany do stopnia generała brygady WP; nominację wręczył mu w Belwederze przewodniczący Rady Państwa PRL prof. Henryk Jabłoński w obecności I sekretarza Komitetu Centralnego PZPR Edwarda Gierka. Od grudnia 1986 zastępca dowódcy Śląskiego Okręgu Wojskowego ds. obrony terytorialnej i dowódca garnizonu Wrocław. 19 stycznia 1987 został prezesem Klubu Sportowego WKS Śląsk Wrocław. Od października 1991 w stanie spoczynku z powodu osiągnięcia ustawowej granicy wieku. Pożegnany 8 października 1991 przez ministra obrony narodowej Piotra Kołodziejczyka.

## Awanse
W trakcie wieloletniej służby w Wojsku Polskim otrzymywał awanse na kolejne stopnie wojskowe:
- podporucznik – 1951
- porucznik – 1953
- kapitan – 1956
- major – 1961
- podpułkownik – 1966
- pułkownik – 1970
- generał brygady – 1979

## Odznaczenia i wyróżnienia
- Krzyż Komandorski Orderu Odrodzenia Polski (1982)
- Krzyż Oficerski Orderu Odrodzenia Polski (1975)
- Krzyż Kawalerski Orderu Odrodzenia Polski (1968)
- Złoty Krzyż Zasługi (1967)
- Srebrny Krzyż Zasługi (1952)
- Brązowy Krzyż Zasługi (1947)
- Medal 30-lecia Polski Ludowej
- Medal 40-lecia Polski Ludowej
- Złoty Medal „Siły Zbrojne w Służbie Ojczyzny” (1971)
- Srebrny Medal „Siły Zbrojne w Służbie Ojczyzny”
- Brązowy Medal „Siły Zbrojne w Służbie Ojczyzny”
- Złoty Medal „Za zasługi dla obronności kraju” (1976)
- Srebrny Medal „Za zasługi dla obronności kraju”
- Brązowy Medal „Za zasługi dla obronności kraju”
- Wpis do Honorowej Księgi Czynów Żołnierskich (1988)